# IC 2089
IC 2089 ist eine Balken-Spiralgalaxie vom Hubble-Typ SBdm im Sternbild Tafelberg am Südsternhimmel. Sie ist schätzungsweise 203 Millionen Lichtjahre von der Milchstraße entfernt und hat einen Durchmesser von etwa 75.000 Lichtjahren. 
Das Objekt wurde am 17. November 1900 von DeLisle Stewart entdeckt.